# 國際商會

曾用标志

國際商會（英語：International Chamber of Commerce，縮寫ICC）創建於1919年，是世界上最大、最有代表性的商業組織。它數以千百計的成員來自130多個國家的各種不同行業的私人企業。